# 安藤士
安藤 士（あんどう たけし、1923年〈大正12年〉 - 2019年〈平成31年〉1月13日）は、日本の彫刻家である。現代工房代表取締役社長。父は彫刻家の安藤照である。
東京・渋谷に現存する「忠犬ハチ公像」（2代目）の製作者として知られる。

## 略歴
- 1923年（大正12年）、東京・渋谷に生まれる。父親は彫刻家・安藤照。
  - 東京美術学校（現・東京藝術大学）卒業。
- 1945年（昭和20年）5月25日、アメリカ軍による東京大空襲で父親・安藤照が焼死。
- 1947年（昭和22年）、日本犬保存会初代会長の斎藤弘吉に「ハチ公銅像再建のため、原型をつくりたいので指導してほしい」と依頼をする。この時造られた試作品の石膏像が山形県鶴岡市の藤島庁舎（旧藤島町役場）に展示してある。現在この石膏像は2012年（平成24年）6月24日より、毎年4月15日から翌年2月15日までの期間はJR鶴岡駅に展示されている。
- 1948年（昭和23年）8月、渋谷駅前に2代目「忠犬ハチ公像」が竣工。
- 1958年（昭和33年）12月、（有）現代工房 設立 代表取締役 就任。
- 1959年（昭和34年）、東京タワーのそばに「南極カラフト犬記念群像」が竣工。 (現在は立川市の国立極地研究所に移転。)
- 2005年（平成17年）、自由美術協会展にて、作品「ダンサー」で「平和賞」を受賞。
- 2006年（平成18年）11月3日、鶴岡市で行われた、鶴岡ハチ公像保存会の発会式に出席し、忠犬ハチ公石膏像と59年ぶりに再会。
- 2009年（平成21年）7月7日、渋谷駅前で行われた『HACHI 約束の犬』公開記念セレモニーに、俳優リチャード・ギアや大館市長小畑元らと共に出席。
- 2019年（平成31年）1月13日、肺炎のため95歳で死去[1]。

## 作品
- 2代目「忠犬ハチ公像」（渋谷駅前）
- 2代目「忠犬ハチ公石膏像」（山形県鶴岡市藤島庁舎）
- 「希望の少年像」（浦和市立岸中学校）
- 「平田靱負翁像」（鹿児島県鹿児島市平之町平田公園）
- 「ダンサー」